# El Ermitaño (Tarot)

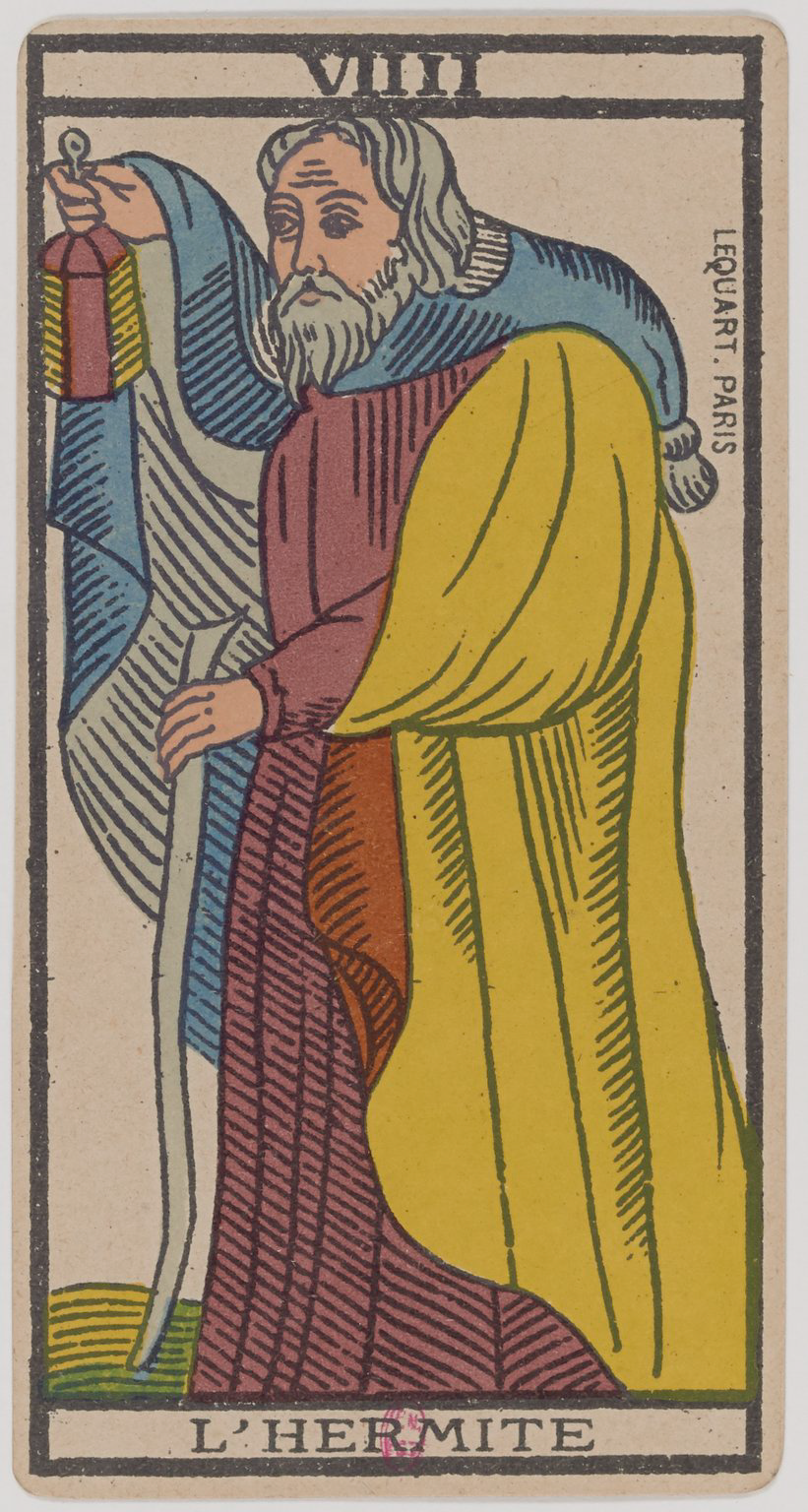
El Ermitaño, carta del Tarot.

El Ermitaño es una carta del Tarot. Es un anciano encorvado, en un paraje oscuro, con una linterna o farol en una mano, como alumbrando su camino. Se apoya con la otra en un bastón. El hombre parece estar haciendo una búsqueda en solitario.

## Simbología
Según el tarot, el Ermitaño representa la introspección, la meditación en solitario, la necesidad de autoconocimiento, de retiro del mundo para entender mejor lo aprendido y asimilarlo. Históricamente esto se ha visto en diferentes religiones, como lo demuestra la parábola de Gautama Buda cuando éste se convierte en un asceta y medita solo en la selva por mucho tiempo, Jesús al estar cuarenta días meditando solo en el desierto,  Zoroastro al refugiarse solo en la montaña, Mahoma al meditar solitariamente en una cueva donde se le aparece el arcángel Gabriel, y Krishna cuando se dedicaba a pastorear vacas en el bosque. Casi todas las figuras religiosas suelen tener en la historia de su vida un período de reclusión y aislamiento voluntario. 
La práctica de distanciarse del mundo para entrar en contacto con facultades espirituales, meditar y tener un despertar místico es muy común y fue usada tradicionalmente con chamanes, anacoretas, monjes y demás figuras espirituales.

## Cultura popular y asociación simbólica
Generalmente el Ermitaño es representado como un personaje ensimismado y solitario, pero que voluntariamente se aísla, casualmente, por su sabiduría mística, algo similar a la figura de Bárbol en El Señor de los Anillos o Yoda en Star Wars (exiliado a un planeta deshabitado). 
En el cuarto disco de la banda británica Led Zeppelin, el disco sin nombre y conocido comúnmente como Led Zeppelin IV, aparece la figura de El Ermitaño, ilustrado en la parte interior de la funda del disco, elegido por Jimmy Page y que para él representa sabiduría.
Corresponde al arquetipo jungiano del  Viejo sabio. En el Tarot Celta aparece representado por el Chamán, en el Tarot Vikingo por el dios centinela Heimdal, y en el Tarot Mítico por Cronos. En el Tarot X de CLAMP es representada por Satsuki Yatoji.
| Precedido por: VIII. La Justicia | Arcanos mayores del Tarot | Sucedido por: X. La Rueda |